# John Cleland
John Cleland (wym. /kliːlənd/, ochrzczony 24 września 1709, zm. 23 stycznia 1789) – angielski pisarz, napisał libertyńską powieść Pamiętniki Fanny Hill (ang.: Fanny Hill or, the Memoirs of a Woman of Pleasure).